# Tourón
Tourón (oficialmente Santa María de Tourón) es una parroquia española del municipio de Puentecaldelas, perteneciente a la provincia de Pontevedra, en la comunidad autónoma de Galicia.

## Historia
Hacia mediados del siglo XIX, la parroquia, ya por entonces perteneciente a Puentecaldelas, tenía contabilizada una población de 960 habitantes. Aparece descrita en el decimoqiuinto volumen del Diccionario geográfico-estadístico-histórico de España y sus posesiones de Ultramar de Pascual Madoz con las siguientes palabras:

TOURON (Sta. Maria): felig. en la prov. de Pontevedra (1 1/2 leg.), part. jud. y ayunt. de Puente-Caldelas (1/2), dióc. de Santiago (10). sit. entre el r. Porto-Paradela, de Caldas y los montes de Baltar, Lajinde y Padornelo: reinan con mas frecuencia los aires del N. y S.; el clima es benigno y saludable. Tiene 260 casas en los l. de Buchabad, Miron, Raigosa, Touron y Vilarchan; hay escuela de primeras letras freceuntada por 80 niños, y sostenida por los padres de los concurrentes. La igl. parr. (Sta. Maria) es muy ant., y se halla servida por un cura de provision en concurso. Tambien hay 2 ermitas dedicadas á Sta. Ana en el l. de Buchabad, y á San Miguel en el de Miron. Confina N. Borela; E. Caldelas; S. Taboadelo, y O. Justanes. Hácia el S. en un montecito denominado la Ciudad del Castro se ven las ruinas de una considerable y fuerte pobl. El terreno es de mediana calidad, y abunda en buenas aguas de fuente y algunos riach. Atraviesa por esta felig. un camino que desde Pontevedra va á Rivadabia. prod.. maiz, centeno, patatas y frutas; se cria ganado vacuno, de cerda, lanar y cabrio, y caza de liebres, conejos y perdices. pobl.: 256 vec., 960 alm. contr.: con su ayunt. (V.).
(Madoz, 1849, p. 121)

En 2023, tenía empadronados 1116 habitantes.